# 麥迪遜大道大橋
麥迪遜大道大橋（英語：Madison Avenue Bridge）是位於美国纽约哈萊姆河上的一座橋樑，連接曼哈頓的麥迪遜大道和布朗克斯區。麥迪遜大道大橋修建於1910年，由紐約市交通局管理。2011年，麥迪遜大道大橋的日均車流量有41,423台。

## 外部連結
- Madison Avenue Bridge - historic overview （页面存档备份，存于）
- NYC DoT Madison Avenue Bridge